# Sporisorium melinis
Sporisorium melinis är en svampart som först beskrevs av George Lorenzo Ingram Zundel, och fick sitt nu gällande namn av Vánky 1997. Sporisorium melinis ingår i släktet Sporisorium och familjen Ustilaginaceae.   Inga underarter finns listade i Catalogue of Life.